# Route nationale 31 (Luxembourg)
Pour les articles homonymes, voir Route nationale 31.
La route nationale 31 (luxembourgeois : Nationalstrooss 31) relie Luxembourg à Longwy en passant par Dudelange, Esch-sur-Alzette et Differdange. Elle est également nommée Avenue de l'Europe.

## Historique
Avant les autoroutes, la route nationale 31 était la deuxième route la plus utilisée derrière la route nationale 4. 

## Géographie
Au sud, elle marque la frontière avec la Belgique et la France. Au nord, elle arrive à Luxembourg.
Elle est prolongée 47 km plus loin en France par la route nationale 18.